# Retrato do Padre José de Anchieta
Retrato do Padre José de Anchieta é uma pintura de Benedito Calixto que retrata o padre jesuíta nascido nas Ilhas Canárias. Pintada em 1902, foi encomendada pelo Museu Paulista e se encontra no acervo do próprio museu. A obra é do gênero pintura histórica.

## Retratado
José de Anchieta SJ (San Cristóbal de La Laguna, 19 de março de 1534 – Reritiba, 9 de junho de 1597) foi um padre jesuíta espanhol e um dos fundadores das cidades brasileiras de São Paulo e do Rio de Janeiro. Considerado santo pela Igreja Católica, foi beatificado em 1980 pelo papa João Paulo II e canonizado em 2014 pelo papa Francisco. É conhecido como o Apóstolo do Brasil, por ter sido um dos pioneiros na introdução do cristianismo no país. Em abril de 2015 foi declarado co-padroeiro do Brasil na 53ª Assembleia Geral da CNBB.

## Obras relacionadas
Além do Retrato do Padre José de Anchieta presente no acervo do Museu Paulista, o Padre José de Anchieta foi o tema de ao menos mais duas pinturas distintas de Benedito Calixto, muito embora elas façam parte do acervo de outras instituições. O acervo do Museu Paulista conta com um segundo retrato do Padre José de Anchieta, numa obra pintada por Henrique Manzo.

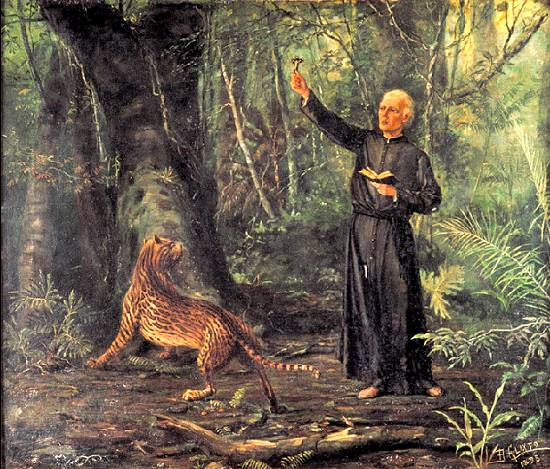
Evangelho nas Selvas, acervo da Pinacoteca do Estado de São Paulo
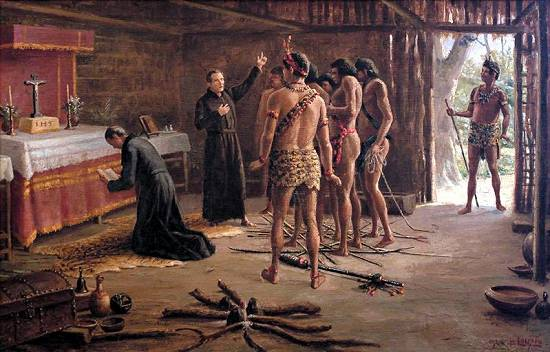
Anchieta e Nóbrega na cabana de Pindobuçu, 1927. Acervo da Fundação Reginaldo e Beth Bertholino, São Paulo.
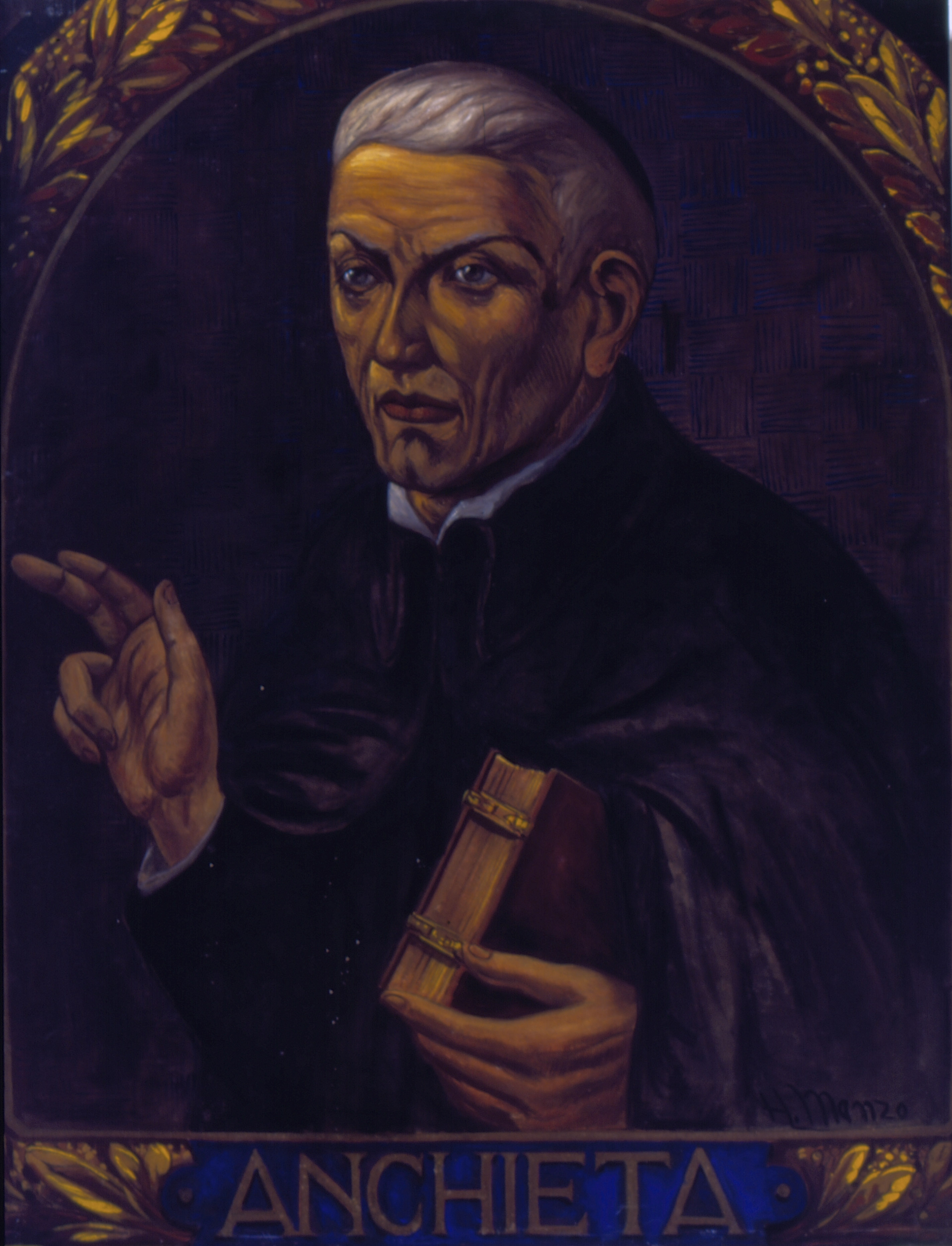
Retrato do Padre José de Anchieta, por Henrique Manzo, em obra que integra o acervo do Museu Paulista da USP.

## Descrição
A obra foi produzida com tinta a óleo. Suas medidas são: 140,5 centímetros de altura e 101 centímetros de largura.